# 2787 Товариш
2787 Товариш (2787 Tovarishch) — астероїд головного поясу, відкритий 13 вересня 1978 року.
Тіссеранів параметр щодо Юпітера — 3,220.